# Toray Pan Pacific Open 2022
Il Toray Pan Pacific Open 2022 è un torneo di tennis giocato sul cemento. È la 45ª edizione del Toray Pan Pacific Open, che fa parte della categoria WTA 500 nell'ambito del WTA Tour 2022, dopo una pausa di due anni dovuta alla pandemia di COVID-19 in Giappone. Si gioca all'Ariake Coliseum di Tokyo, in Giappone, dal 19 al 25 settembre 2022.

## Partecipanti al singolare

### Teste di serie
| Nazionalità | Giocatrice            | Ranking* | Testa di serie |
| ----------- | --------------------- | -------- | -------------- |
| Spagna      | Paula Badosa          | 4        | 1              |
| Francia     | Caroline Garcia       | 10       | 2              |
| Spagna      | Garbiñe Muguruza      | 12       | 3              |
|             | Veronika Kudermetova  | 13       | 4              |
| Brasile     | Beatriz Haddad Maia   | 18       | 5              |
| Rep. Ceca   | Karolína Plíšková     | 20       | 6              |
| Stati Uniti | Alison Riske-Amritraj | 23       | 7              |
| Kazakistan  | Elena Rybakina        | 25       | 8              |

* Ranking al 12 settembre 2022.

### Altre partecipanti
Le seguenti giocatrici hanno ricevuto una wild card per il tabellone principale:
- Mai Hontama
- Yuki Naito
- Elena Rybakina

La seguente giocatrice è entrata in tabellone con il protected ranking:
- Sofia Kenin

Le seguenti giocatrici sono passate dalle qualificazioni:

- Fernanda Contreras Gómez
- Despina Papamichail
- Ellen Perez
- Rina Saigo
- Isabella Šinikova
- You Xiaodi

### Ritiri
Prima del torneo
- Sorana Cîrstea → sostituita da  Daria Saville
- Dar'ja Kasatkina → sostituita da  Wang Xinyu
- Julija Putinceva → sostituita da  Wang Qiang
- Aryna Sabalenka → sostituita da  Claire Liu

## Partecipanti al doppio

### Teste di serie
| Nazione     | Giocatrice               | Nazione     | Giocatrice     | Ranking* | Testa di serie |
| ----------- | ------------------------ | ----------- | -------------- | -------- | -------------- |
|             | Veronika Kudermetova     | Belgio      | Elise Mertens  | 7        | 1              |
| Canada      | Gabriela Dabrowski       | Messico     | Giuliana Olmos | 19       | 2              |
| Stati Uniti | Desirae Krawczyk         | Paesi Bassi | Demi Schuurs   | 28       | 3              |
| Stati Uniti | Nicole Melichar-Martinez | Australia   | Ellen Perez    | 29       | 4              |

* Ranking al 12 settembre 2022.

#### Altre partecipanti
La seguente coppia di giocatrici ha ricevuto una wildcard per il tabellone principale:
- Misaki Doi /  Kurumi Nara

La seguente coppia è subentrata in tabellone come alternate:
- Mai Hontama /  Yuki Naito

#### Ritiri
Prima del torneo
- Xu Yifan /  Yang Zhaoxuan → sostituite da  Miyu Katō /  Wang Xinyu
- Beatriz Haddad Maia /  Zhang Shuai → sostituite da  Mai Hontama /  Yuki Naito

## Campioni

### Singolare
Ljudmila Samsonova ha sconfitto in finale  Zheng Qinwen con il punteggio di 7–5, 7–5.
- È il quarto titolo in carriera e il terzo della stagione per la Samsonova.

### Doppio
Gabriela Dabrowski /  Giuliana Olmos hanno sconfitto in finale  Nicole Melichar-Martinez /  Ellen Perez con il punteggio di 6–4, 6–4.